# ۸۲ (میلادی)
۸۲ (میلادی) هشتاد و دومین سال تقویم میلادی است.

## رویدادها
بر اساس مکان
امپراتوری روم
- امپراتور دومیتیان کنسول روم شد.[۱]
- سال 82 میلادی گنائوس جولیوس آگریکولا ناوگانی را بسیج می‌کند و قبایل سلتی را در آن سوی رودخانه فورث محاصره می‌کند؛ کالدونی‌ها با تعداد زیادی علیه رومی‌ها قیام می‌کنند. آنها شبانه به اردوگاه لژیون نهم هیسپانا حمله می‌کنند، اما آگریکولا سواره نظام خود را می‌فرستد و آنها را فراری می‌دهد.[۲]
- کالگاکوس، پیکت‌ها (سی هزار نفر) را در اسکاتلند متحد کرد و به عنوان رئیس کنفدراسیون کالدونی منصوب شد.
- دیو کریسوستوم پس از نصیحت یکی از بستگان توطئه‌گر امپراتور، از روم، ایتالیا و بیتینیا تبعید می‌شود.[۳]
- سربازان دومیتیان لژیون اول مینرویا.

## زادگان
- وانگ فو، مورخ و فیلسوف چینی (متوفی ۱۶۷ میلادی)[۴]

## درگذشتگان
- آنیانوس، پاتریارک اسکندریه